# NGC 6240
NGC 6240 je nepravilna galaktika u zviježđu Zmijonoscu. Iznimnost ove galaktike je što joj se u jezgri nalaze dvije aktivne crne jame, koje su nastale srazom dviju manjih galaktika, što je rezultiralo nastankom nove galaktike. Novonastala galtika ima dvije različite jezgre i visoko je poremećene strukture, uklučujući blijede ekstenzije i petlje. Obje crne rupe zrače veliku količinu rendgenskog zračenja i kruže jedna oko druge u krugu od 3000 svjetlosnih godina, sve dok se za nekoliko milijuna godina ne istope. Budući da se je sraz galaktika zbio prije oko 30 milijuna godina, NGC 6240 primjerom je zvjezdorodne galaktike. Zbog relativne propusnosti za infracrveno svjetlo mladih zvijezda ove galaktike kroz prašinu u ovoj galaktici, NGC 6240 je luminozna infracrvena galaktika (LIRG), koju se dobro može promatrati Spitzerovim teleskopom za infracrveno svjetlo. 

## Vanjske poveznice
- (engl.) SEDS: NGC 6240
- (engl.) Hartmut Frommert: Revidirani Novi opći katalog
- (engl.) Izvangalaktička baza podataka NASA-e i IPAC-a
- (engl.) Astronomska baza podataka SIMBAD
- (engl.) VizieR
- (engl.) Auke Slotegraaf: NGC 6240 Deep Sky Observer's Companion
- (engl.) Courtney Seligman: Objekti Novog općeg kataloga: NGC 6200 - 6249